# Теорема о прямолинейных образующих однополостного гиперболоида
Через каждую точку однополостного гиперболоида проходят две различные прямые, целиком расположенные на этой поверхности.

## Доказательство
Рассмотрим прямые {\displaystyle L_{1}} и {\displaystyle L_{2}}, заданные как линии пересечения плоскостей:
{\displaystyle L_{1}:\quad \alpha \left({x \over a}-{z \over c}\right)=\beta \left(1-{y \over b}\right);\;\beta \left({x \over a}+{z \over c}\right)=\alpha \left(1+{y \over b}\right);\;\alpha ^{2}+\beta ^{2}\neq 0}
{\displaystyle L_{2}:\quad \gamma \left({x \over a}-{z \over c}\right)=\delta \left(1+{y \over b}\right);\;\delta \left({x \over a}+{z \over c}\right)=\gamma \left(1-{y \over b}\right);\;\gamma ^{2}+\delta ^{2}\neq 0}
Прямые {\displaystyle L_{1}} и {\displaystyle L_{2}} целиком лежат на поверхности (чтобы убедиться в этом, достаточно почленно перемножить уравнения плоскостей). При этом через каждую точку {\displaystyle M_{0}(X_{0},Y_{0},Z_{0})} поверхности проходит единственная прямая из семейства {\displaystyle L_{1}} и единственная прямая из семейства {\displaystyle L_{2}}. Эти прямые (то есть пары чисел {\displaystyle \alpha ,\beta } и {\displaystyle \gamma ,\delta }) находятся из однородных систем линейных алгебраических уравнений:
{\displaystyle \alpha ,\beta :\quad \alpha \left({X_{0} \over a}-{Z_{0} \over c}\right)=\beta \left(1-{Y_{0} \over b}\right);\;\beta \left({X_{0} \over a}+{Z_{0} \over c}\right)=\alpha \left(1+{Y_{0} \over b}\right)}
{\displaystyle \gamma ,\delta :\quad \gamma \left({X_{0} \over a}-{Z_{0} \over c}\right)=\delta \left(1+{Y_{0} \over b}\right);\;\delta \left({X_{0} \over a}+{Z_{0} \over c}\right)=\gamma \left(1-{Y_{0} \over b}\right)}
матрицы которых вырождены (то есть системы имеют нетривиальные решения) и имеют ранг, равный 1 (то есть все решения каждой из систем пропорциональны и определяют единственную прямую). Остается добавить, что прямые не совпадают (достаточно проверить неколлинеарность их направляющих векторов).